# Loño
Loño o San Mamed de Loño (en gallego y oficialmente, San Mamede de Loño) es una de las 28 parroquias del municipio de Villa de Cruces, en la Tierra de Carbia, Comarca del Deza, provincia de Pontevedra, comunidad autónoma de Galicia, España.

## Etimología
Su nombre proviene de la Ínsula Laonio (Isla Loño), península de tierra que formaban en su confluencia el Río Ulla y su afluente el Río Arnego y que en 1967 fue inundada por el actual embalse de Portodemouros.

## Historia
En el lugar que ocupa actualmente Loño, se celebraba antiguamente una romería, que fue adquiriendo gran popularidad, integrada por romeros de la comarca. Posteriormente, la aldea se formó próxima al Santuario de Santa Margarita, construido en 1777 por el párroco José Antonio Ponte y Monterroso, para instalar allí la imagen de la santa y dar cobijo a los numerosos romeros que allí acudían.

## Economía local
La población actual se dedica principalmente a la agricultura y la ganadería. En la orilla del embalse está instalado un pantalán para el atraque de una barcaza, que cruza el río Ulla y transporta personas y vehículos hasta Beigondo (La Coruña).

## Entidades de población
La parroquia tiene las siguientes entidades de población (entre paréntesis el nombre en gallego si difiere del español):
- Caldavilla (Caldavila)
- Cortegada
- Docampo (O Campo)
- Espiñeiro
- Loño
- Outeiro
- Reboredo
- Sobradelo